# Angela Dragomirescu
Angela Dragomirescu (3. februari 1973) is een Roemeense schaakster. Haar werd door de FIDE de titel Internationaal Meester bij de vrouwen (WIM) toegekend.
In 2005 speelde zij mee in het toernooi om het kampioenschap van Roemenië voor dames dat in Băile Tușnad gespeeld werd. Ze eindigde met 6 punten op de eerste plaats.